# Народный союз (Нигерия)
Народный Союз (англ. People's Union) — объединение в Лагосе, Нигерия. Создан в 1908 году для повышения благосостояния жителей города, независимо от расы или религии. Первоначальной целью было остановить проект по доставке водопроводной воды в город. Союз потерял общественную поддержку, когда был принят компромисс по водному проекту в 1915 году. Народный союз был возрождён для выборов в 1923 году и существовал до 1928 года, но не мог конкурировать с более популистской Нигерийской национально-демократической партией (ННДП).

## Предпосылки
При губернаторе Уолтере Эгиртоне предложение о создании системы водопровода в Лагосе было представлено в Законодательный совет в 1907 году, стоимость которого должна быть покрыта за счёт прямого налогообложения жителей города. Большинство жителей были против проекта как раз из-за налоговой составляющей — вода итак была уже доступна из лагуны или колодцев. Основными бенефициарами были бы европейцы и богатые африканцы, у которых в домах были водопроводные трубы. Другая проблема заключалась в том, что колониальное правительство финансировало христианские организации, но отказывало в выделении средств мусульманам, доля которых составляла более 70 % населения.

## Цели и организация
Джон К. Рэндл и Орисадипе Обаса основали «Народный союз» на митинге в Эну-Ове в 1908 году в ответ на преференциальное обращение с христианами. Организация была светской, открытой для людей всех религиозных убеждений. Конкретные цели заключались в противодействии экспроприации, изменениям в землепользовании и уровне воды. «Народный союз» был скорее политической ассоциацией, а не политической партией. Рэндл был избран президентом, а Обаса — секретарём организации. Другими ключевыми членами ассоциации были консерваторы, такие как сэр Китое Аджаса, доктор Ричард Акинванде Сэвидж и сэр Адейемо Алакия. Жена Обасы возглавила женское отделение союза.

## Ранние годы
Уже к концу 1910 года «Народный союз» преследовал более широкую цель: «всячески обоснованно защищать интересы страны, отстаивая то, что правильно, и протестуя против того, что противоречит интересам страны». В 1911 году его члены совершили поездку по Йорубаланду, чтобы агитировать против предложения губернатора Фридриха Лугарда о национализации земли. Рэндл и Обаса, также посетили Лондон, чтобы донести мнение лагосцев метрополии. Правительство отклонило предложение.
В 1914 году главный имам Лагоса поддержал идею проводки водопровода, как и Алли Балогун, богатый мусульманин, который был связан с Рэндлом. Конфликт между ними и остальными мусульманами из Лагоса привёл к расколу среди нехристианского населения. Во время Первой мировой войны губернатор Лугард снова попытался реализовать эту идею; Народный союз в 1915 году обратился к государственному секретарю по делам колоний с просьбой приостановить проект водопровода во время войны. Союз стал неактивен после 1916 года.

## Послевоенная деятельность
После Первой мировой войны Рэндл и Орисадипе Обаса основали «Клуб реформ», который занимался политикой и образованием. Клуб стал тем же «Народным союзом», только под другим названием. Тогда же, в 1922 году, Герберт Маколей основал Нигерийскую национально-демократическую партию (ННДП), которую поддерживали видные националисты, такие как Джон Пейн Джексон. Когда губернатор сэр Хью Клиффорд в 1923 году объявил о начале выборов в Законодательный совет, «Народный союз» был возрождён под руководством Рэндла. В сентябре 1923 года были проведены первые выборы в Законодательный совет. Обаса баллотировался на выборах на платформе «Народного союза», но потерпел поражение.
Хотя «Народный союз» выступал за постепенное внедрение реформ, в то время как ННДП была радикальной, обе получили членство в совете Лагоса. Некоторые аристократы с прогрессивными идеями стали членами Народного союза, такие как журналист Эрнест Иколи, который был последним секретарём ассоциации. В 1927 году Народному союзу, который теперь быстро терял своих членов, удалось заблокировать правительственное предложение о налоге на опросы и заменить его подоходным налогом. Джон К. Рэндл умер 27 февраля 1928 года. Обаса взял на себя руководство тем, что осталось от Народного союза. Народный союз распался вскоре после этого.